# Stazione di Woodside
La stazione di Woodside è una stazione ferroviaria posta sulle linee Main Line e Port Washington Branch della Long Island Rail Road, a servizio dell'omonimo quartiere del Queens, New York. Aperta nel 1869, possiede 6 binari e tre banchine.